# Drague gay
La drague gay, drague homosexuelle ou cruising décrit le fait de rechercher des relations sexuelles et/ou amoureuses avec des partenaires du même sexe, dans des lieux publics ou privés, dans la vraie vie ou sur le web, de manière impersonnelle ou non.
De la même façon que les sociétés ne donnent pas la même signification aux relations homosexuelles selon les contextes sociaux et culturels, les lieux et les codes de la drague homosexuelle varient eux-aussi grandement dans le temps et dans l'espace.
Dans les contextes anglophones, et dans un contexte spécifiquement sexuel, le terme Cruising (pouvant se traduire comme : « partir en croisière, en vadrouille ») est apparu à l'origine comme un mot codé dans l'argot des hommes gays pour désigner le fait de se rendre à un endroit de drague déterminé, généralement pour trouver un partenaire de sexe occasionnel, par lequel ceux « au courant » comprendraient l'intention sexuelle non déclarée du locuteur, alors que la plupart des hétérosexuels, en entendant le même mot dans le même contexte, ne comprendraient normalement pas le sens du mot voulu par le locuteur.

## Drague gay dans les lieux publics
Les modes de drague gay dans les lieux publics, basés sur la communication non-verbale, l'investissement clandestin de territoires publics et la recherche d'un plaisir sexuel immédiat sans engagement affectif, en font une subculture urbaine à part entière.
Une étude sociologique fondatrice sur le sujet est celle publiée par Laud Humphreys en 1970 et qu'il dédie aux pissotières (« tasses ») du Middle West des États-Unis.
(Il semblerait que la drague urbaine dans les lieux publics soit une spécificité masculine.)[réf. nécessaire]
Plusieurs éléments pourraient expliquer pourquoi les femmes recherchant des relations sexuelles avec des femmes ne privilégient pas la drague urbaine dans les lieux publics, probablement les mêmes qui expliquent pourquoi les quartiers gay des centres urbains sont des lieux d'entre-soi masculins.
Enfin, si comme Didier Eribon on estime que l'espace public est par définition hétérosexuel, notamment parce que les formes d'expression homosexuelles y sont durement réprimées, il n'est pas étonnant que les lieux de drague gay soient des espaces liminaux (plages, aires d'autoroute). Dans ce contexte de répression homophobe, les lieux publics investis par les hommes cherchant des relations sexuelles avec des hommes sont des lieux producteurs d'identité, au même titre que les lieux gay communautaires, militants, festifs ou privés.

La drague dans les lieux publics permet également de satisfaire simultanément des désirs exhibitionnistes et voyeuristes. Elle permet aussi à des homosexuels de rencontrer des hommes extérieurs au « milieu gay », pour des raisons d'anonymat ou par désir, et à d'autres de s'extraire des critères normatifs et discriminants de ce même milieu (l'âge, la classe sociale, le look, la couleur de peau). 

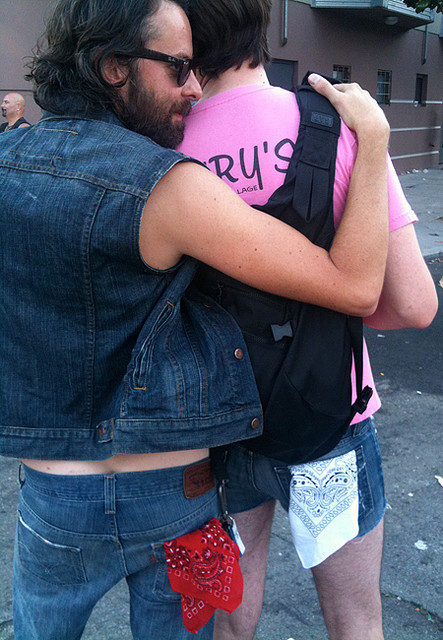
Les foulards de couleur permettent la recherche efficace d'un partenaire sexuel.

### Les codes de la drague gay dans les lieux publics
Parce qu'elle se base sur des modes de communication corporels et non-verbaux et qu'elle a pour but la recherche rapide et efficace de plaisir, la drague gay en extérieur suppose l'utilisation de signaux de reconnaissance et de scripts élaborés.
Certains codes cryptés peuvent signaler un goût ou une pratique sexuelle : un trousseau de clés porté sur la poche arrière gauche signifiera que l'homme est actif ; sur la poche arrière droite, qu'il est passif. Un mouchoir de couleur sortant de la poche arrière est également un signal crypté : bleu clair, il signifie la recherche d'un rapport oral, bleu foncé, d'un rapport anal, rouge, d'un fist-fucking, etc.

### Les lieux publics traditionnels de la drague gay
Les composantes esthétiques propres à chaque lieu de drague en extérieur (luminosité, insalubrité, étrangeté) font partie intégrante de la tension érotique qui s'y opère et des fantasmes qui s'y attachent, ce qui pourrait expliquer leur persistance malgré la numérisation des modes de rencontre homosexuelle.

#### Cinéma et salles de spectacles
Les salles de cinéma et les promenoirs des théâtres et des music-hall sont des lieux de rencontres homosexuelles traditionnels dans les grandes villes européennes et américaines du XXe siècle,.

#### Quais
En France, que ce soit à Paris ou dans les grandes villes de province comme Lyon, les quais fluviaux sont des lieux privilégiés de drague homosexuelle masculine, si bien que l'expression « faire les quais » est entré dans l'argot gay.

#### Pissotières

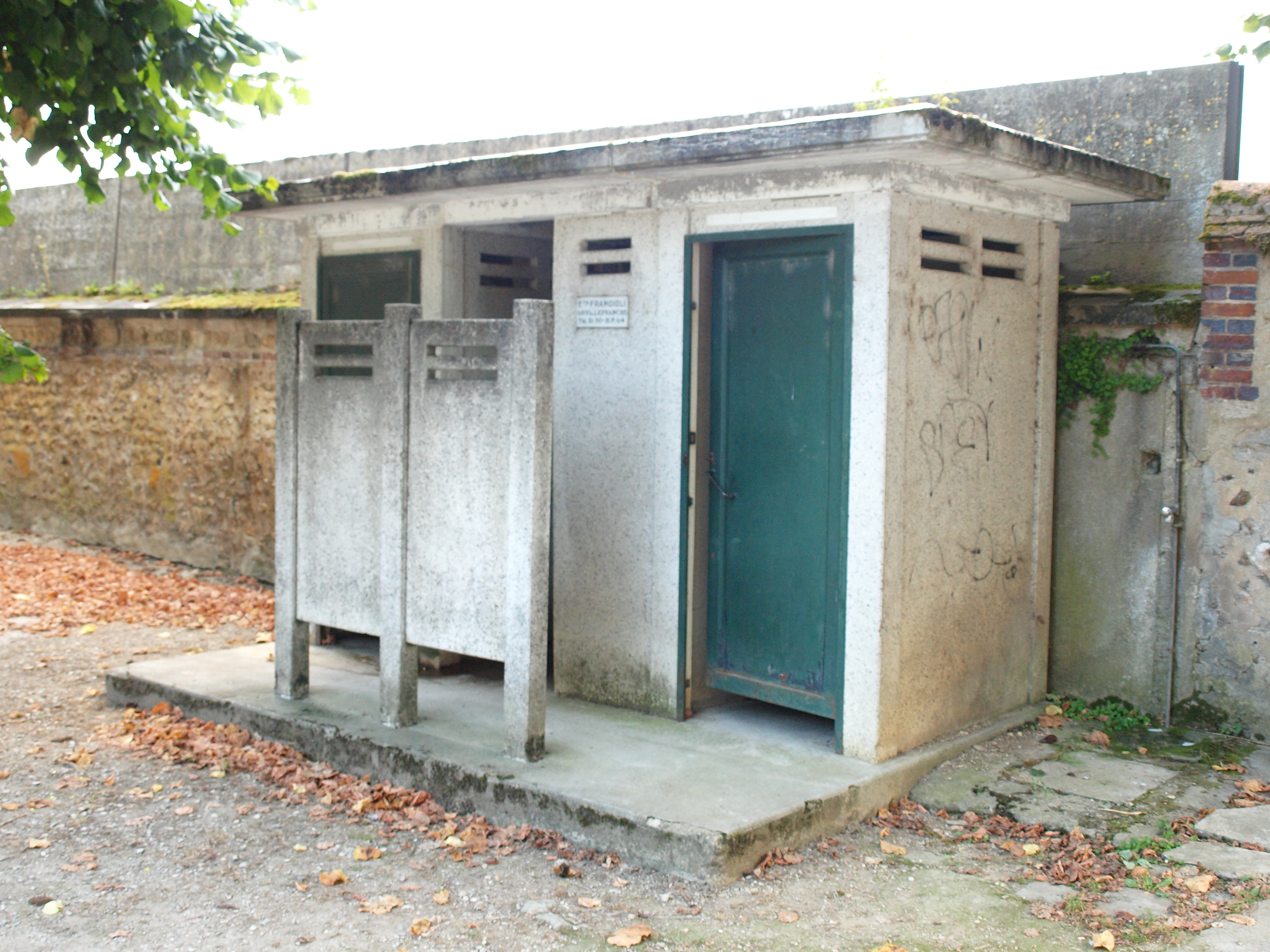
Pissotières françaises (Villeneuve-sur-Yonne).

Les toilettes publiques, surnommées « tasses » ou « tea room » (salon de thé) en argot homosexuel masculin, sont les lieux de rencontre privilégiés des hommes cherchant des relations sexuelles anonymes et éphémères avec d'autres hommes.

Laud Humphreys note : 
« Facilement accessibles à la population masculine, elles peuvent se retrouver dans n'importe quel lieu public : grands magasins, stations d'autobus, bibliothèques, hôtels, YMCA ou tribunaux ».
D'après cette même étude, les pissotières les plus fréquentées sont celles accessibles depuis la route : plages, jardins publics et aires de repos d'autoroute.
Dans l’Amérique pré-Stonewall où Humphreys réalise son étude, les pissotières sont des lieux de rapports sexuels oraux entre hommes hétérosexuels, bisexuels et peu d'hommes s'identifiant comme gay. Humphreys qualifie ce public masculin de « monsieur-tout-le-monde », des hommes blancs, mariés, pères de famille, de culture catholique et plutôt conservateurs. Une pissotière pouvait être le théâtre de plusieurs dizaines de fellations par jour et ces pratiques s'organisaient selon des rôles plus ou moins flexibles et des pratiques codifiées. Les fellations se répartissaient ainsi entre « pointeurs » (un « homme plus jeune qui reçoit la fellation), « pointés » (un homme plus âgé qui la donne, comme un « service rendu ») et « guetteurs », sans oublier tout un catalogue de masturbateurs, agents de police et badauds participant volontairement ou non à l'action.
Bien qu'elles soient le plus souvent le lieu de pratiques sexuelles impersonnelles dénuées d'investissement sentimental, les tasses forment des espaces où se nouent une sociabilité gay et des réseaux d'amitiés durables entre hommes marginalisés par leurs désirs et leurs pratiques.
Les toilettes publiques des universités, des gares et centres commerciaux sont également des lieux de rencontres masculines.
Dans sa chanson Tata teutonne, Serge Gainsbourg dépeint un personnage homosexuel, Otto, qui « fait les tasses à tâtons ».

#### Aires d'autoroute, parking et bords de route
Les aires de repos et bords de route sont des lieux de drague homosexuelle notoires, parfois représentés dans les fictions de façon humoristique ou scabreuse. En 1974, dans le sillage de Laud Humphreys, l'anthropologue Richard R. Troiden publie une étude réalisée sur une aire d'autoroute : Homosexual Encounters in a Highway Rest Stop. À la différence d'Humphreys, Troiden note que les pratiques sexuelles s'accompagnent souvent de gestes d'affection et d'échanges verbaux, ce qui le conduira à rejeter le terme de « sexe impersonnel dans des lieux impersonnels ».
Dans le sud de la France, les aires de repos de l'autoroute A9 à proximité de Montpellier sont des lieux de drague très fréquentés, que ce soit de jour (où les rapports se font plus nombreux mais discrets) ou de nuit (où la drague s'affiche très librement).

#### Piscines, saunas et bains publics

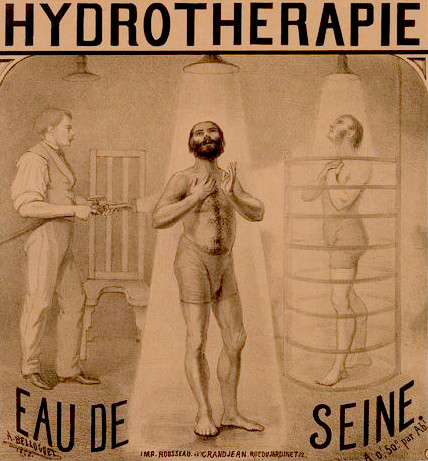
Bains Soufflot, établissement d'Hydrothérapie, 1860 (détail).

Piscines, saunas et bains publics forment des lieux « semi-publics » privilégiés de rencontres homosexuelles masculines et de sociabilité.
On doit une première étude scientifique réalisée sur le sujet à l'américain Joseph Styles, lui-même homosexuel, qui prit le parti de s'investir sexuellement dans son terrain de recherche .
Dans le Paris des années 1920, les piscines, bains de vapeur et bains turcs sont des lieux de rencontres gays notoires. L'historien de l'anarchisme Daniel Guérin raconte :
« J'allais très souvent à la piscine avec des copains ; quand un gars me plaisait, je le faisais rentrer dans ma cabine pour faire l'amour. ».
Les bains de vapeur rue d'Alsace et rue de Cambronne étaient également des lieux de drague homosexuelle.

#### Parcs
Dans les grandes villes, les parcs publics sont souvent des lieux de rencontres et de pratiques homosexuelles masculines.
À New-York, les abords du Ramble and Lake à Central Park sont un lieu de drague gay historique.
À Toulouse, le parc de l'île du Ramier est un lieu de drague homosexuelle fréquenté de jour comme de nuit.

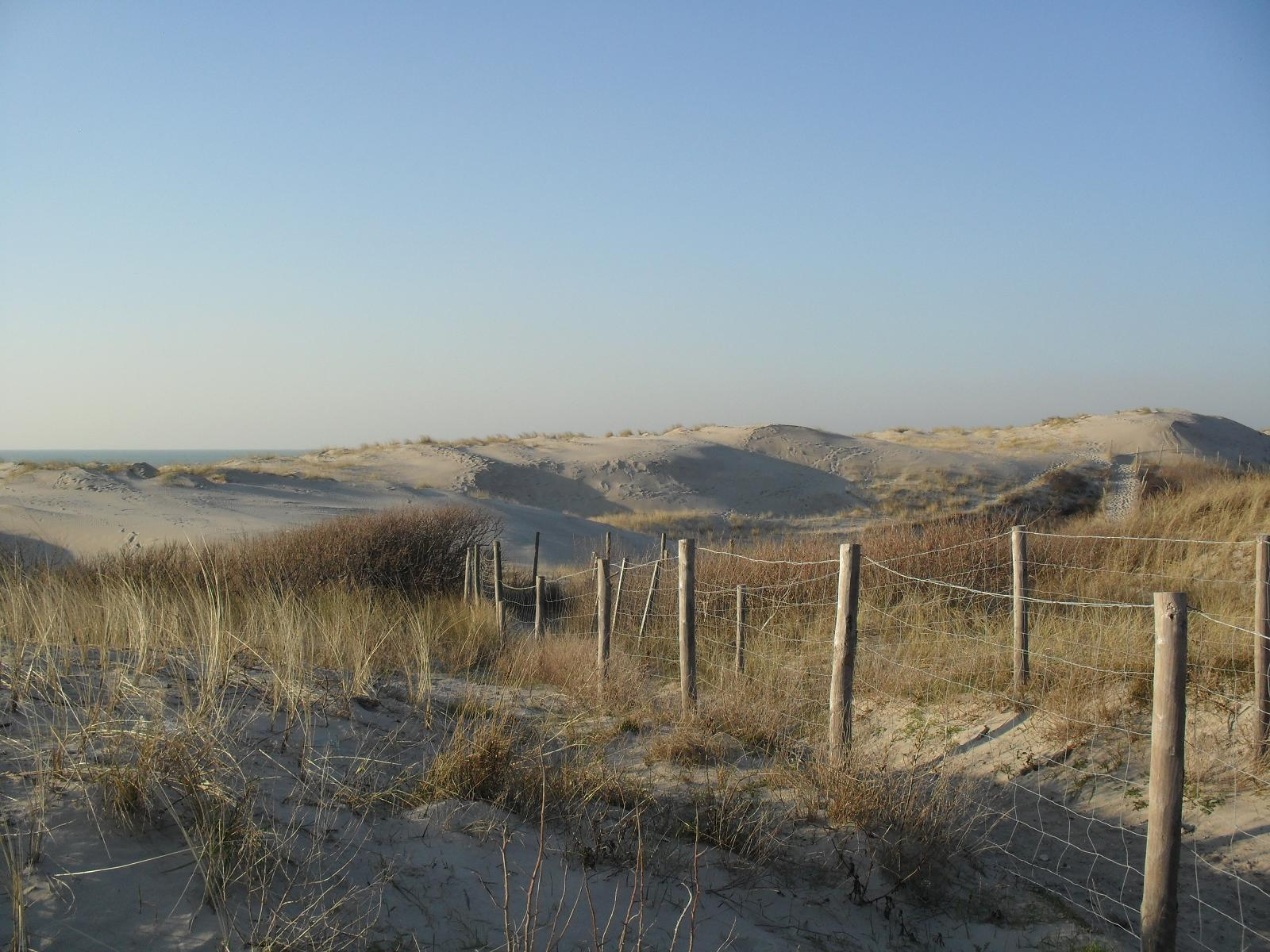
Les dunes du Touquet.

#### Plages
Les plages isolées, souvent naturistes, peuvent être des lieux de drague homosexuelle masculine. Le film L'Inconnu du lac se déroule sur les berges d'un lac où des hommes se rencontrent.
Emmanuel Jaurand suggère que les plages gays fonctionnent comme le négatif des plages familiales et des loisirs balnéaires traditionnels : la mer et la baignade sont ainsi délaissées au profit des dunes, où ont lieu les relations sexuelles.
Les plages de la Pointe de l'Espiguette et du Touquet sont des lieux de rencontre homosexuelle masculine mondialement connus.

## Théories sociologiques
Selon le sociologue Michael Pollak, en 1982, « la drague homosexuelle traduit une recherche d'efficacité et d'économie comportant, à la fois, la maximisation du « rendement » quantitativement exprimée (en termes de succès de la tentative de drague) et la minimisation du « coût » (la perte de temps et le risque de refus opposés aux avances). ».

## Lieux de drague par pays

### France
En France, les « tasses » disparaissent du paysage urbain au milieu des années 1980. Une fermeture qui, d'après Antoine Idier, coïnciderait avec le développement des bars, boîtes et autres lieux commerciaux gay, et surtout avec l'avènement du numérique dans les années 2000.

#### À Paris

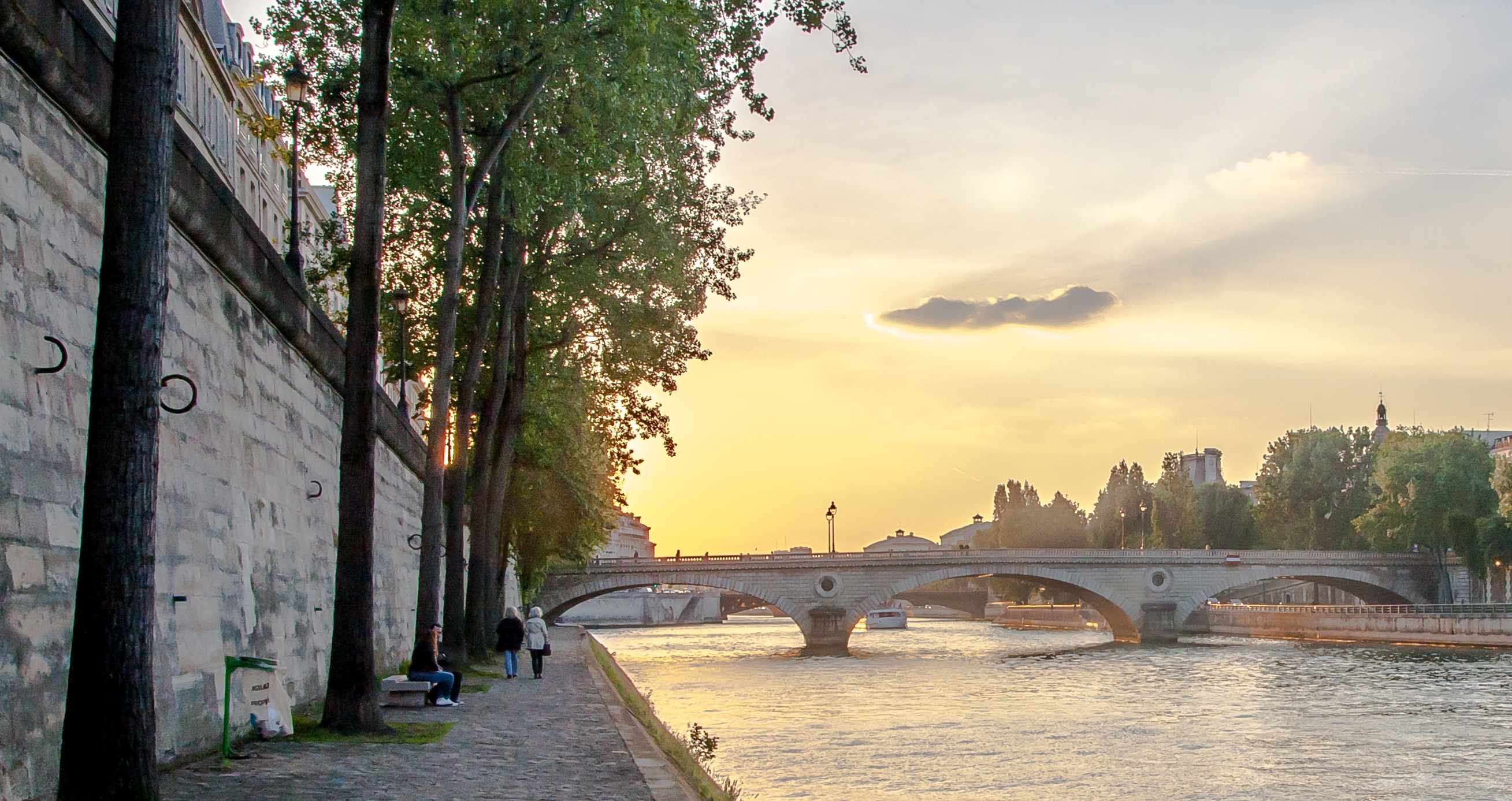
Les quais de Seine, lieu historique de drague homosexuelle parisien.

Le cimetière du Père-Lachaise, les quais d'Austerlitz, le jardin du Luxembourg, du Palais Royal et des tuileries sont des lieux historiques et privilégiés de drague homosexuelle masculine.
Le jardin des tuileries est connu pour être un lieu de drague homosexuelle depuis le début du XVIIIe siècle.

Le sociologue homosexuel Didier Eribon note :  
« Des rapports de police et des archives judiciaires attestent que, depuis le XVIIIe siècle, différentes parties des quais de la Seine sont des lieux de rencontres homosexuelles. »
Dans les années 1920, les hommes pouvaient se rencontrer aux pissotières rue de la Chapelle.

#### À Lyon
Le sociologue et historien Antoine Idier a consacré une part de son ouvrage Dissidance Rose aux lieux de sociabilité homosexuelle et de sexualité entre hommes à Lyon dans les années 1970. Il mentionne notamment les très nombreuses pissotières du centre ville, celles des quais de Saône, celles du parc de la Tête d'Or, du quai Général Sarrail, du pont Wilson, de la place Antonin Poncet, du quai Victor Augagneur ou encore celles du pont de la Guillotière.

#### À Marseille
A Marseille, le site du Mont-Rose, à Montredon, pinède face à la mer avec accès baignade, rassemble la communauté lors des beaux jours et favorise la drague dans un décor idyllique, à la sortie de la ville en direction des calanques.

#### À Nantes
La drague se fait essentiellement sur le grand axe piéton que constitue le Champs-de-Mars et la place du Maréchal-Foch, à proximité de la cathédrale. Les vespasiennes de Saint-Nicolas, de la patinoire et du cours des 50-Otages sont également très fréquentées dans les années 1970. En marge du centre ville, les parcs et espaces verts, en particulier celui du CRAPA à la pointe Est de l'île de Nantes, ainsi que les berges de l'Erdre au niveau des facultés, offrent des terrains de jeux discrets pour le cruising et l'exhibitionnisme.

#### À Toulon
Grâce à son rôle de port militaire, Toulon fut pendant toute la première moitié du XXe siècle un haut lieu de fréquentation pour la communauté homosexuelle. Dans les années 1930, la réputation de Toulon est même reconnue internationalement en Europe. De nombreux artistes y résidaient également, comme Jean Cocteau.

## Drague en ligne
Comme le suggèrent Yves Raibaud et Arnaud Allessandrin, l'usage généralisé des applications de rencontre signifierait le passage d'un mode de drague gay par lieux de rencontre à un mode de drague gay déterritorialisée par outils de rencontre (smartphone, applications).

## Violences homophobes
Lorsqu'ils sont identifiés comme tels par des personnes souvent extérieures à la recherche de rapports sexuels entre hommes, les lieux de drague gay peuvent être le théâtre d'agressions homophobes.

### Répression policière
Les lieux de drague gay sont marqués par l'histoire de l'homophobie d'État et des violences policières envers les homosexuels.

## Représentations

### Au Cinéma
- Dans Midnight Cow-Boy (1969) de John Schlesinger, le héros se retrouve dans un cinéma où des hommes se rencontrent pour le sexe.
- Le film Cruising (1980) de Wiliam Friedkin  met en scène la traque d'un serial killer sur des lieux de drague gay.
- Le film Prick Up Your Ears (1987) de Stephen Frears  comporte une scène de drague gay dans des pissotières de Londres.
- Dans Mary à Tout Prix (1998) des frères Farrelly, l'un des héros se retrouve par erreur dans un lieu de drague gay sur une aire d'autoroute.
- Le film La Chatte à deux têtes (2002) de Jacques Nolot se déroule dans un cinéma porno où des hommes se rencontrent pour du sexe rapide et anonyme.
- Le film L'inconnu du lac (2012) d'Alain Guiraudie se déroule dans un lieu de drague gay sur les rives d'un lac.

### Dans la littérature
- Jean Genet décrit abondamment les activités homosexuelles se tenant dans les urinoirs (Querelle de Brest, Journal du voleur).